# Epicauta occidentalis
Epicauta occidentalis är en skalbaggsart som beskrevs av Werner 1944. Epicauta occidentalis ingår i släktet Epicauta och familjen oljebaggar. Inga underarter finns listade i Catalogue of Life.